# Balliamo sul mondo
Balliamo sul mondo è un singolo del cantautore italiano Luciano Ligabue, pubblicata nel 1990 come primo estratto dal primo album in studio Ligabue.

## Descrizione
È il primo singolo riportato dalla discografia ufficiale.
Al termine della canzone, nella versione inclusa nell'album, è presente un estratto del brano Puttin' on the Ritz interpretato da Fred Astaire. L'estratto in chiusura del brano è stato riproposto durante l'esibizione dal vivo nel concerto Campovolo 2.0, tenuto a Reggio Emilia il 16 luglio 2011. Fred Astaire è anche citato nel testo insieme a Ginger Rogers.

### Il testo
Originariamente intitolata Eroi di latta, la canzone aveva un testo diverso, molto più provocatorio:
(Luciano Ligabue)
La scelta di cambiare il testo è legata all'intervento del produttore Angelo Carrara, ma anche alla volontà di Ligabue di non avviare la propria carriera con un brano che potesse risultare troppo presuntuoso.
Ligabue affronta il tema della "fuga consapevole" da situazioni di vita squallide e nefaste. Due giovani (paragonati a Ginger Rogers e Fred Astaire), cui la vita non offre altro che instabilità e incertezze, decidono di ribellarsi e fuggirle, concentrando nella pratica del fandango tutte le loro speranze e aspettative.

## Successo e riconoscimenti
Grazie anche ad un ritornello particolarmente efficace, il brano è stato molto programmato dalle radio private italiane, soprattutto da Rete 105, diventando così il primo successo di Ligabue e trasformandosi in seguito in uno dei brani-simbolo della sua carriera.
Il disco verde, premio destinato al miglior artista emergente, conseguito al Festivalbar 1990, che lancia definitivamente il cantautore nel panorama della musica italiana,
era stato preceduto, già nel 1988, dalla partecipazione e vittoria del brano alla prima edizione del concorso locale Terremoto Rock, quando Ligabue era accompagnato dalla sua prima band, gli Orazero, in giro per i locali emiliani.
Molto apprezzato nelle performance live, è ormai diventato un classico della produzione di Ligabue.

## Video musicale
Nel videoclip, diretto da Piero Cecchini, Ligabue canta la canzone su un ipotetico tetto del mondo. Nel 2007, in occasione della pubblicazione del suo primo best of, Primo tempo, il cantautore ha commentato divertito quel vecchio video promozionale, sorprendendosi della sua timidezza.
Originariamente disponibile solo in videocassetta sull'home video Videovissuti e videopresenti del 1993, è stato incluso nei DVD Primo tempo del 2007 e Videoclip Collection del 2012, quest'ultimo distribuito solo nelle edicole.

## Tracce
Singolo promo 12" (WEA Italiana, PROMOMIX 392) e 7" per jukebox (Wea Italiana, PROMO 398)
1. Balliamo sul mondo – 4:32 (Luciano Ligabue)

## Formazione
- Luciano Ligabue – voce

### Clan Destino
- Gigi Cavalli Cocchi – batteria
- Max Cottafavi – chitarra elettrica
- Luciano Ghezzi – basso

### Altri musicisti
- Antonello Aguzzi – tastiera